# جزيرة سنو

جزيرة سنو هي جزيرة تقع جنوب غرب جزيرة ليفينغستون في جزر جنوب شيتلاند التابعة لالمقاطعة البريطانية بالقارة القطبية الجنوبية.